# Мигуда
Мигуда — река в Российской Федерации, протекает по Томской области.Длина реки составляет 18 км.
Начинается из безымянного озера к востоку от Байкала на высоте 61 метр над уровнем моря. Течёт в юго-западном направлении, в верховьях среди болот, в низовьях — через тайгу, окружённую болотами. Устье реки находится в 19 км по правому берегу протоки Когода реки Обь на высоте 46 метров.
Основные притоки — ручьи, вытекающие из озёр Большого Мигудинского и Малого Мигудинского, впадают слева.

## Данные водного реестра
По данным государственного водного реестра России относится к Верхнеобскому бассейновому округу, водохозяйственный участок реки — Обь от впадения реки Васюган до впадения реки Вах, речной подбассейн реки — Васюган. Речной бассейн реки — (Верхняя) Обь до впадения Иртыша.
Код объекта в государственном водном реестре — 13010900112115200033117.